# Get Carter (ER)
Get Carter is de dertiende aflevering van het tiende seizoen van de televisieserie ER, die voor het eerst werd uitgezonden op 5 februari 2004.

## Verhaal
Dr. Carter regelt dat zijn vriendin Kem een dag mee mag lopen in het ziekenhuis, zij is zo nieuwsgierig dat zij niet veel vrienden maakt met haar vele vragen en opmerkingen.
Dr. Pratt heeft er een zware nachtdienst op zitten en vraagt zichzelf af of hij wel een goede dokter zal worden. Hij hoort van dr. Jing-Mei dat haar moeder in China is overleden aan haar verwondingen van een auto-ongeluk.
Dr. Gallant rijdt vandaag mee met de ambulance, hij raakt verzeild in een echtelijke ruzie die bijna zijn leven kost.
Dr. Lewis krijgt een promotie aangeboden door dr. Weaver, zij wijst dit echter af omdat zij zwanger is.
Dr. Weaver geeft dr. Romano postuum nog een trap na, zij besteedt zijn erfenis aan een door haar nieuw opgericht fonds: Centrum voor Homo, Lesbische, Bi en Transgenderisme Gezondheids Dienst.
Taggart hoort over de reputatie van dr. Kovac, hij heeft al veel vrouwen versleten op de SEH. Dit weerhoudt haar echter niet om met hem te kussen.

## Rolverdeling

### Hoofdrollen
- Noah Wyle - Dr. John Carter
- Mekhi Phifer - Dr. Gregory Pratt
- Alex Kingston - Dr. Elizabeth Corday
- Goran Višnjić - Dr. Luka Kovac
- Sherry Stringfield - Dr. Susan Lewis
- Sharif Atkins - Dr. Michael Gallant
- Laura Innes - Dr. Kerry Weaver
- Paul Blackthorne - Dr. Jeremy Lawson
- Linda Cardellini - verpleegster Samantha 'Sam' Taggart
- Laura Cerón - verpleegster Chuny Marquez
- Demetrius Navarro - ambulancemedewerker Morales
- Louie Liberti - ambulancemedewerker Bardelli
- Emily Wagner - ambulancemedewerker Doris Pickman
- Parminder Nagra - Neela Rasgrota
- Maura Tierney - Abby Lockhart
- Thandie Newton - Makemba 'Kem' Likasu
- Troy Evans - Frank Martin
- Rossif Sutherland - Lester Kertzenstein

### Gastrollen (selectie)
- Steven Culp - Dave Spencer
- Corbin Allred - Doug
- Nadège August - Mrs. Lemonier
- Sterling K. Brown - Bob Harris
- Paul Christino - politieagent Vincenzo
- Lauren Cohn - Kelly
- Scott Cummins - Hank
- Shi Ne Nielson - studente geneeskunde Sheila